# Anomius segonzaci
Anomius segonzaci är en skalbaggsart som beskrevs av Ernest Marie Louis Bedel 1904. Anomius segonzaci ingår i släktet Anomius och familjen Aphodiidae. Inga underarter finns listade i Catalogue of Life.